# Molinara
Molinara ist eine Rotweinsorte. Sie wird vor allem in Italien angebaut und ihr Anbau ist in den Provinzen Mantua (Lombardei) sowie Verona (Venetien) empfohlen. Dort ist sie Bestandteil der bekannten Valpolicella-Weine: Bardolino, Amarone della Valpolicella, Ripasso und Recioto della Valpolicella sowie des weniger bekannten Garda Colli Mantovani. In den 1990er Jahren wurde eine bestockte Rebfläche von 1.631 Hektar erhoben, die sich in der Hauptsache in der Nähe des Gardasees befinden.

## Ampelographische Sortenmerkmale
- Die Triebspitze ist offen. Sie ist weißwollig behaart mit leicht roséfarbenem Anflug an den Rändern. Die Jungblätter sind spinnwebig behaart und bronzefarben berändert.
- Die großen Blätter sind meist dreilappig (seltener fünflappig) und stark gebuchtet. Die Stielbucht ist V-förmig offen. Das Blatt ist stumpf gezahnt. Die Blattunterseite ist fast unbehaart
- Die konus- bis walzenförmige Traube ist mittelgroß bis groß, recht lockerbeerig und geschultert. Die rundlichen bis leicht ovalen Beeren sind mittelgroß und von rötlich-violetter Farbe. Die Beeren sehen so aus, als seinen sie mit Mehl bestäubt.

Reife: ca. 40 Tage nach dem Gutedel. Sie gilt somit als sehr spät reifend.

## Ertrag
Die wuchskräftige Sorte erbringt gleichmäßig hohe Erträge.

## Wein
Die Rotweine verfügen über wenig Farbe und über einen mittleren Alkoholgehalt. Die Weine werden in der Regel im Verschnitt mit anderen Rebsorten verwendet und bringen einen angenehmen, aber nicht aufdringlichen Geruch ein.

## Synonyme
Brepon, Brepon Molinaro, Breppion, Breppion Scavolegno, Breppion Scuro, Breppon, Breppon Molinaro, Molinara Ciara, Molinara dal Sangue di Lumaca, Molinara Rada, Molinara Rossa, Molinaro, Mulinara, Pola, Rossanella, Rossanella Gentile, Rossano, Rossara, Rossara della Forcella, Rossiccio Chiaro, Scavolegno, Sola, Uva del Mulino, Uva Sala, Uva Salata, Vespone.